# Radfeld
Radfeld è un comune austriaco di 2 386 abitanti nel distretto di Kufstein, in Tirolo.